# Quintetto per archi n. 1 (Spohr)
Il Quintetto n. 1 op. 33 n. 1 in mi bemolle maggiore di Louis Spohr fu composto nell'agosto del 1814 subito dopo la composizione dell'Ottetto e del settimo concerto per violino, e, benché abbia il numero 1, in realtà è stato composto per secondo. 
Il quintetto n. 1 si presenta nella forma di un quartetto brillante, quasi un concerto per violino e quartetto, a causa della scrittura virtuosistica della parte del primo violino, anche se Spohr assegna agli altri strumenti ruoli importanti, così come era avvenuto nei quartetti op. 27 ed op. 30.
I primi due quintetti di Spohr si collegano al rapporto fra il compositore e Johann Tost, il violinista dell'orchestra Esterházy per il quale Haydn scrisse due gruppi di quartetti (op.54-55 ed op.64) e Mozart i due quintetti K.593 e K.614.

## Discografia
- Quartetto Danubius con Sándor Papp (viola II), Naxos 8.555965[2]